# Малі протичовнові кораблі проєкту 133
Малий протичовновий корабель проєкту 133 (шифр «Антарес», за класифікацією НАТО: англ. Muravey-class patrol boat) — проєкт малих протичовнових кораблів СРСР на підводних крилах, пізніше перекласифіковані на прикордонні катери, призначені для перехоплення швидкохідних цілей, несення прикордонно-сторожової служби.
Всього на Феодосійському суднобудівному заводі «Море» було побудовано 12 катерів.

## Опис
В 1970-х роках спеціально для морських прикордонних частин КДБ СРСР було розроблено новий тип корабля — проєкт 133 «Антарес», головною відмінною рисою якого стали підводні крила й наявність двох газотурбінних двигунів. Будівництво здійснювалося на Феодосійському виробничому об'єднанні «Море».
Катер оснащувався стаціонарною автоматичнокерованою системою крил. Головна рушійна установка була двохвальною й включала два 10 000-сильних газотурбінних двигуна М-70 для руху на крилах й три дизеля для забезпечення енергоживлення. Максимальна швидкість катера складала 61 вузол. В двоярусній надбудові розміщувалися ходова, штурманська й радіорубки, центральний і бойовий пости. В задній кормовій частині надбудови — шахти повітрозабору й дві вихлопні труби.
Катер оснащувався РЛС загального виявлення МР-220 «Рейд», призначеної для виявлення повітряних, надводних й берегових цілей, а також для надання цілевказання артилерійському озброєнню; гідролокатором для пошуку підводних цілей; РЛС управління вогнем МР-123 «Вимпел».
Озброєння включало в себе 76-мм артилерійську установку АК-176, змонтовану на баку прямо перед надбудовою, 30-мм шестиствольну автоматичну гармату АК-630М на кормі. Протичовнове озброєння було представлене двома 406-мм торпедними апаратами й шістьма глибинними бомбами. Екіпаж складався з 5 офіцерів й 19 старшин і матросів.

## Служба
Всього на Феодосійському суднобудівному заводі було побудовано 12 катерів цього типу. На експорт проєкт 133 не поставлявся. На цей час всі катери цього типу виключені зі складу прикордонних сил Росії й України.
| Перелік прикордонних катерів типу «Антарес» | Перелік прикордонних катерів типу «Антарес» | Перелік прикордонних катерів типу «Антарес» | Перелік прикордонних катерів типу «Антарес» | Перелік прикордонних катерів типу «Антарес» | Перелік прикордонних катерів типу «Антарес» |
| №                                           | Назва                                       | Суднобудівний завод                         | Бригада                                     | Рік включення до строю                      | Зауваження |
| ------------------------------------------- | ------------------------------------------- | ------------------------------------------- | ------------------------------------------- | ------------------------------------------- | --- |
| 1                                           | ПСКА-100                                    | ФВО «Море»                                  | 6 ОБрПСКР (Каспійськ)                       | 1979                                        | |
| 2                                           | ПСКА-101                                    | ФВО «Море»                                  | 6 ОБрПСКР (Каспійськ)                       | 1980                                        | Власна назва «Дельфін». |
| 3                                           | ПСКА-102                                    | ФВО «Море»                                  | 6 ОБрПСКР (Каспійськ)                       | 1980                                        | Власна назва «Очамчира». |
| 4                                           | ПСКА-103                                    | ФВО «Море»                                  | 5 ОБрПСКР (Балаклава)                       | 1983                                        | В квітні 1994 реквізований Україною, 05.07.1994 виключений зі складу прикордонних військ РФ, введений в 1994 році до складу Держкомкордону України, виключений влітку 1996 й розібраний на брухт в Балаклаві.                       |
| 5                                           | ПСКА-104                                    | ФВО «Море»                                  | 3 ОБрПСКР (Балтійськ)                       | ?                                           | |
| 6                                           | ПСКА-105                                    | ФВО «Море»                                  | 5 ОБрПСКР (Балаклава)                       | 1985                                        | Від 1999 року BG-54, в квітні 1994 реквізований Україною, 05.07.1994 виключений зі складу прикордонних військ РФ, введений в 1994 році до складу Держкомкордону України, виключений в 2000 році, роззброєний і розібраний на брухт. |
| 7                                           | ПСКА-106                                    | ФВО «Море»                                  | 3 ОБрПСКР (Балтійськ)                       | 1987                                        | Перед переходом на Балтику, півроку ніс службу в 6 ОБрПСКР. |
| 8                                           | ПСКА-107                                    | ФВО «Море»                                  | 3 ОБрПСКР (Балтійськ)                       | 1988                                        | |
| 9                                           | ПСКА-108                                    | ФВО «Море»                                  | 3 ОБрПСКР (Балтійськ)                       | 1990                                        | Від 1999 року BG-53, в квітні 1994 реквізований Україною, 05.07.1994 виключений зі складу прикордонних військ РФ, введений в 1994 році до складу Держкомкордону України, виключений в 2000, роззброєний і розібраний на брухт.      |
| 10                                          | ПСКА-109                                    | ФВО «Море»                                  | 21 ОБрПСКР (Новоросійськ)                   | 1991                                        | В 2009 році списаний разом із ПСКА-110. |
| 11                                          | ПСКА-110                                    | ФВО «Море»                                  | 21 ОБрПСКР (Новоросійськ)                   | 1992                                        | Власна назва «Туапсе». В 2009 році списаний разом із ПСКА-109. |
| 12                                          | ПСКА-115                                    | ФВО «Море»                                  | 5 ОБрПСКР (Балаклава)                       | 1994                                        | Добудовувався для України. Введений в 1994 році до складу Держкомкордону України. Від 1995 «Галичина», з 1999 BG-55. В 2010 році списаний.                                                                                          |

## Модернізований проєкт
В 2015 році на сьомому Міжнародному військово-морському салоні (МВМС-2015) в Санкт-Петербурзі ЦКБ СПК імені Р. Є. Алєксєєва продемонструвало ініціативний проєкт модернізованого швидкохідного ракетно-артилерійського катера на підводних крилах проєкту 133РА «Антарес РА». В конструкції пропонується використовувати елементи технології «Стелс», суттєво модернізувати корпус і оснащення. До складу озброєння може входити ракетне озброєння. Катер повинен розвивати швидкість в 40 вузлів навіть у 5-бальний шторм.

## Цікаві фікти
- Корабель цього типу брав участь в зйомках фільму Проєкт «Альфа».